# Strongylomma caffra
Strongylomma caffra är en insektsart som beskrevs av Maximilian Spinola 1850. Strongylomma caffra ingår i släktet Strongylomma och familjen dvärgstritar. Inga underarter finns listade i Catalogue of Life.